# Łukasz Kuczyński
Łukasz Kuczyński (ur. 23 czerwca 1999 w Białymstoku) – polski łyżwiarz szybki specjalizujący się w short tracku, olimpijczyk. Zawodnik Juvenii Białystok.

## Kariera
Łukasz Kuczyński w zawodach międzynarodowych zadebiutował 23 listopada 2012 roku podczas zawodów Białystok Cup w Białymstoku, na których zajął kolejno: 16. miejsce na 1500 metrów, 12. miejsce na 500 metrów, 11. miejsce na 1000 metrów oraz 16. miejsce w sztafecie.
Natomiast w seniorskich zawodach międzynarodowych zadebiutował podczas mistrzostw Europy 2016 w Soczi, na których zajął 8. miejsce.
25 stycznia 2022 roku został powołany do reprezentacji olimpijskiej na igrzyska olimpijskie 2022 w Pekinie, na których zajął 11. miejsce w sztafecie mieszanej, w której jechała wraz z: Nikolą Mazur, Kamilą Stormowską oraz Michałem Niewińskim.

## Rekordy życiowe
| Dystans     | Czas     | Data       | Miejscowość    |
| ----------- | -------- | ---------- | -------------- |
| 500 metrów  | 41,182   | 03.11.2019 | Salt Lake City |
| 777 metrów  | 1:08,403 | 12.10.2019 | Giżycko        |
| 1000 metrów | 1:25,295 | 26.11.2021 | Dordrecht      |
| 1500 metrów | 2:17,936 | 17.10.2020 | Białystok      |
| 3000 metrów | 5:16,100 | 18.10.2020 | Białystok      |

## Wyniki

### Igrzyska olimpijskie
| Igrzyska   | Konkurencja       | Kwalifikacje | Kwalifikacje | Ćwierćfinał | Ćwierćfinał | Półfinał | Półfinał | Finał | Finał   | Miejsce |
| Igrzyska   | Konkurencja       | Czas         | Pozycja      | Czas        | Pozycja     | Czas     | Pozycja  | Czas  | Pozycja | Miejsce |
| ---------- | ----------------- | ------------ | ------------ | ----------- | ----------- | -------- | -------- | ----- | ------- | ------- |
| Pekin 2022 | Sztafeta mieszana | 2:50,513     | 4.           | NQ          | NQ          | NQ       | NQ       | NQ    | NQ      | 11.     |

### Mistrzostwa Europy
- Soczi 2016
  - Sztafeta: 8. miejsce
- Dordrecht 2019
  - Sztafeta: 13. miejsce
- Debreczyn 2020
  - Wielobój: 12. miejsce

### Mistrzostwa świata juniorów
- Tomaszów Mazowiecki 2018
  - Sztafeta: 11. miejsce

### Mistrzostwa Polski
| - Elbląg 2015 - 500 metrów: 7. miejsce - 1000 metrów: 41. miejsce - 1500 metrów: 11. miejsce - Wielobój: 12. miejsce - Sztafeta: | - Opole 2017 - 500 metrów: 9. miejsce - 1000 metrów: 15. miejsce - 1500 metrów: 8. miejsce - Wielobój: 9. miejsce - Sztafeta: 4. miejsce | - Tomaszów Mazowiecki 2019 - 500 metrów: - 1000 metrów: 6. miejsce - 1500 metrów: 24. miejsce - 3000 metrów: 7. miejsce - Wielobój: 6. miejsce - Sztafeta: | - Gdańsk 2021 - 500 metrów: 9. miejsce - 1000 metrów: 4. miejsce - 1500 metrów: 23. miejsce - Wielobój: 9. miejsce - Sztafeta: - Sztafeta mieszana: |

| - Gdańsk 2016 - 500 metrów: - 1000 metrów: 7. miejsce - 1500 metrów: 24. miejsce - 3000 metrów: 6. miejsce - Wielobój: 6. miejsce - Sztafeta: | - Tomaszów Mazowiecki 2018 - 500 metrów: 6. miejsce - 1000 metrów: 9. miejsce - 1500 metrów: 11. miejsce - Wielobój: 9. miejsce - Sztafeta: | - Białystok 2020 - 500 metrów: - 1000 metrów: - 1500 metrów: - 3000 metrów: 6. miejsce - Wielobój: - Sztafeta: - Sztafeta mieszana: |

## Puchar Świata

### Miejsca w klasyfikacji generalnej

#### 500 metrów
| Sezon     | Miejsce |
| --------- | ------- |
| 2018/2019 | 58.     |
| 2019/2020 | 48.     |
| 2021/2022 | 46.     |

#### 1000 metrów
| Sezon     | Miejsce |
| --------- | ------- |
| 2018/2019 | 116.    |
| 2019/2020 | 106.    |
| 2021/2022 | 101.    |

#### 1500 metrów
| Sezon     | Miejsce |
| --------- | ------- |
| 2018/2019 | 91.     |
| 2019/2020 | 69.     |